# Nationalpark Torotoro
Der Nationalpark Torotoro (spanisch Parque Nacional Torotoro, Quechua Turu Turu mamallaqta parki) ist ein Nationalpark in Bolivien zwischen den östlichen Bergketten der südamerikanischen Anden-Kordilleren mit einer Fläche von 164 km². Er hat die WDPA-ID 20039.

## Geographie
Der Nationalpark liegt im nördlichen Departamento Potosí um das gleichnamige Städtchen Torotoro herum, 140 km südlich von Cochabamba und war bis 2021 nur über Schotterwege und Flussbetten zu erreichen, seither besteht eine neue Verbindung, die die Anfahrtszeit auf 3 Stunden verkürzt. Der Torotoro-Nationalpark liegt in einer semiariden Landschaft in einer Höhenlage zwischen 3500 und 2000 m, mit ausgedehnten Karsthöhlen, wie die Höhle von Umajalanta (Alternativschreibweise Humajalanta), sowie Canyons, die bis zu 300 m tief eingeschnitten sind. Innerhalb des Parks sind auch Dinosaurierspuren zu besichtigen. Geführte Touren sind im Nationalparkbüro buchbar.

## Fauna
Im Park wurden 49 Tierarten registriert, darunter Andenhirsche, Puma, Bergkatze, Rotohrara, Mönchssittich, Bolivianische Amsel (Oreopsar bolivianus), Braunkappen-Erdhacker (Upucerthia harterti) und Iquicoschlüpfer (Asthenes heterura).

## Flora
Es gibt noch Relikte der Quebracho-Wälder, Podocarpus parlatorei, Schinopsis haenkeana, Cardenasiodendron brachypterum, Loxopterygium grisebachii, Amburana cearensis und Polylepis.